# San Isidro (Morochata)
San Isidro ist eine Ortschaft im Departamento Cochabamba im südamerikanischen Anden-Staat Bolivien.

## Lage im Nahraum
San Isidro ist die bevölkerungsgrößte Gemeinde des Kanton Morochata im Municipio Morochata in der Provinz Ayopaya. Die Ortschaft liegt auf einer Höhe von 3400 m am Río Piusilla, einem Nebenfluss des Río Morochata, der zum Río Cotacajes hin entwässert, einem der Quellflüsse des Río Beni.

## Geographie
San Isidro liegt zwischen der Cordillera Mazo Cruz und der Cordillera del Tunari, einem nordwestlichen Teilabschnitt der Cordillera Oriental. Das Klima ist ein typisches Tageszeitenklima, bei dem die Temperaturschwankungen zwischen Tag und Nacht deutlicher ausfallen als zwischen den Jahreszeiten.
Die Jahresdurchschnittstemperatur der Region liegt bei knapp 15 °C (siehe Klimadiagramm Independencia) und schwankt im Jahresverlauf zwischen 11 °C im Juni/Juli und 17 °C im November/Dezember. Der jährliche Niederschlag liegt bei etwa 750 mm, wobei einer Trockenzeit von Mai bis August mit Monatsniederschlägen unter 20 mm eine ausgeprägte Feuchtezeit gegenübersteht, in der von Dezember bis März die Monatswerte deutlich über 100 mm hinausgehen.

## Verkehrsnetz
San Isidro liegt in einer Entfernung von 79 Straßenkilometern nordwestlich von Cochabamba, der Hauptstadt des Departamentos.
Von Cochabamba aus führt die asphaltierte Nationalstraße Ruta 4 in westlicher Richtung 17 Kilometer über Quillacollo nach Vinto. Dort zweigt die unbefestigte Fernstraße Ruta 25 nach Nordwesten ab und überwindet auf dem 59 Kilometer langen Weg nach Morochata Passhöhen von mehr als 4.300 m. Fünf Kilometer vor Morochata zweigt eine Landstraße in nördlicher Richtung von der Ruta 25 ab und führt über San Isidro zum Nachbarort Piusilla.

## Bevölkerung
Die Einwohnerzahl der Ortschaft ist im vergangenen Jahrzehnt geringfügig zurückgegangen:
| Jahr | Einwohner         | Quelle       |
| ---- | ----------------- | ------------ |
| 1992 | keine Detaildaten | Volkszählung |
| 2001 | 637               | Volkszählung |
| 2012 | 577               | Volkszählung |
| 2024 |                   | Volkszählung |

Die Region weist einen hohen Anteil an Quechua-Bevölkerung auf, im Municipio Morochata sprechen 96,6 Prozent der Bevölkerung Quechua.